# Туринская лошадь
«Тури́нская ло́шадь» (венг. A torinói ló) — чёрно-белый художественный фильм, снятый в 2011 году венгерскими режиссёрами Белой Тарром и Агнеш Храницки. Автором сценария, как и во многих других фильмах Белы Тарра, выступил венгерский писатель Ласло Краснахоркаи. Премьера фильма состоялась в рамках конкурса Берлинале, где он был удостоен Гран-при.
По заявлению самого режиссёра, эта картина станет его последней работой в кинематографе.

## Сюжет
Прологом к фильму служит история о Фридрихе Ницше, который 3 января 1889 года в Турине стал свидетелем избиения лошади извозчиком. Ницше бросился к лошади, обнял её, а после этого замолчал навсегда, последние одиннадцать лет своей жизни проведя в больнице для душевнобольных. Однако в дальнейшем история о Ницше отходит на задний план, и главным действующим лицом становится та самая лошадь. Лошадь живёт в бедной семье сухорукого крестьянина и его дочери. Действие фильма происходит на протяжении шести дней (анти-Творения), отличающихся друг от друга тем, что в каждой следующей жизни на Земле всё больше останавливается, «угасает».

## Художественные особенности
Это фильм о смертности, и родился он из глубокой боли, которую я постоянно испытываю, как и все мы, приговоренные к высшей мере.— Бела Тарр
Фильм длится почти 150 минут, причём использовано всего лишь тридцать монтажных склеек. С помощью этого приёма режиссёр передаёт неторопливый ритм сельской жизни, её ритуальный уклад. В фильме всего два героя, отец и дочь, практически не разговаривающих друг с другом. Они держатся друг за друга, и если не станет одного из них — погибнет и второй. Фильм поднимает онтологическую проблему человеческого существования.

## Признание
- «Серебряный медведь» (Гран-при жюри) и приз ФИПРЕССИ на Берлинском кинофестивале (2011).
- Три номинации на премию Европейской киноакадемии: за лучшую режиссуру (Бела Тарр), лучшую операторскую работу (Фред Келемен) и лучшую музыку (Михай Виг).
- Попадание в список лучших фильмов в истории (2012), составляемый раз в 10 лет на основании опроса 846 самых известных кинокритиков мира[7].
- По мнению российского кинокритика Андрея Плахова, это «главный фильм нулевых годов во всём мире»[8].